# Bart D. Ehrman

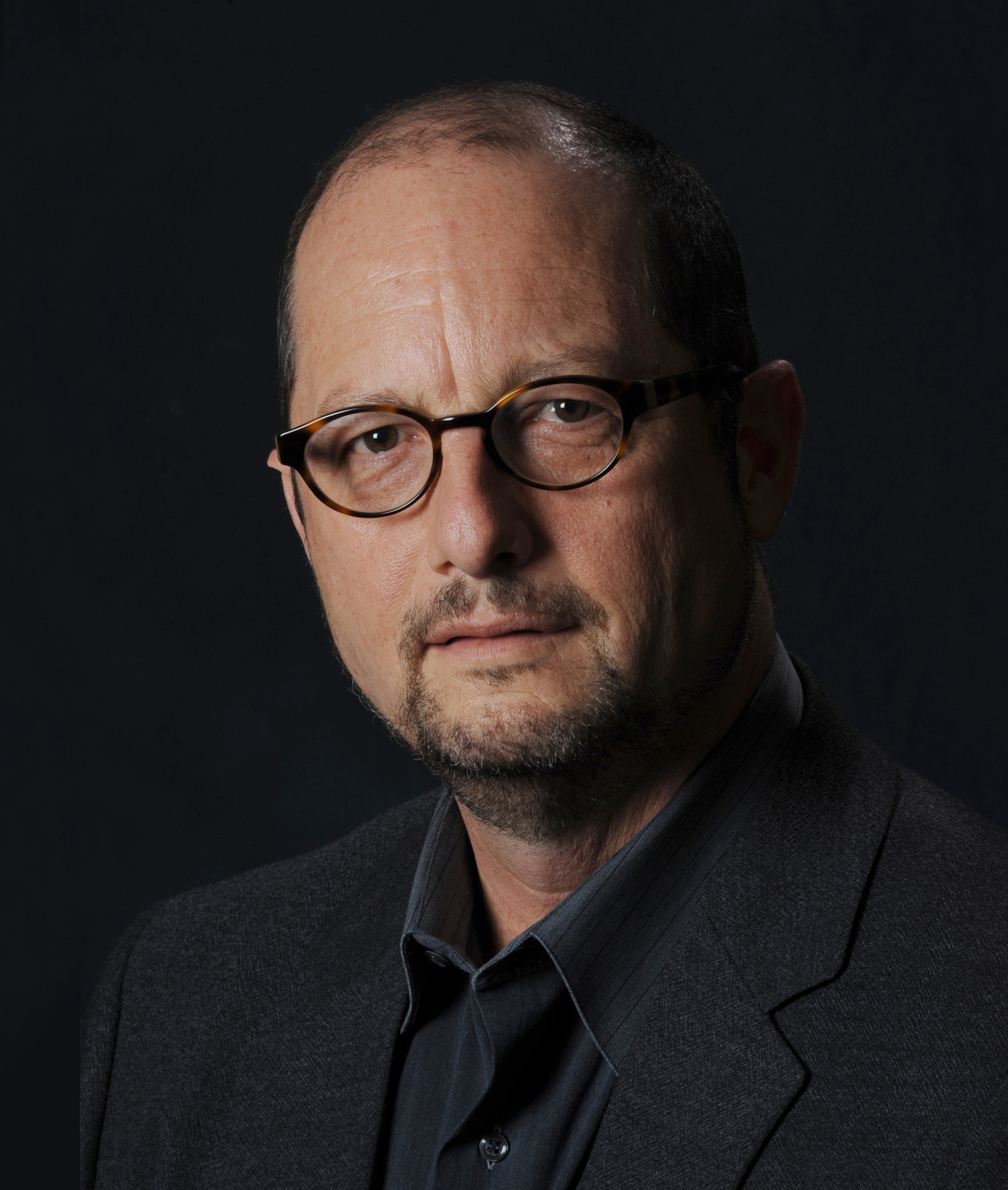
Bart D. Ehrman (2012)

Bart Denton Ehrman (* 5. Oktober 1955 in Lawrence, Kansas) ist ein US-amerikanischer Religionswissenschaftler.

## Leben
Bart D. Ehrman erhielt eine evangelikale Erziehung und war Mitglied in der Episkopalkirche. Mit 15 Jahren hatte er eine Wiedergeburtserfahrung und besuchte von 1973 bis 1976 das Moody Bible Institute. Um sich noch intensiver mit dem Glauben auseinandersetzen zu können, studierte er die alten Sprachen der Bibel. Er erwarb den Master und den Doktor am Princeton Theological Seminary. Er ist heute Professor an der University of North Carolina at Chapel Hill.

## Positionen
Je mehr er sich mit der Bibel auseinandersetzte, umso mehr gewann er die Überzeugung, dass die Bibel nicht irrtumsfrei und von Gott offenbart sei, inspiriert bis in die einzelnen Worte hinein, wie er anfangs gedacht hatte; vielmehr sei die Bibel ein sehr menschliches Buch, mit allen Kennzeichen eines von Menschenhand geschaffenen Werkes: Diskrepanzen, Widersprüche, Irrtümer und unterschiedliche Perspektiven von unterschiedlichen Autoren, die zu unterschiedlichen Zeiten aus unterschiedlichen Gründen für unterschiedliche Empfänger mit unterschiedlichen Bedürfnissen geschrieben haben. Ehrman trennte sich von seinen evangelikalen Ansichten, blieb aber zunächst noch Christ.
Entscheidend für seinen Abschied vom christlichen Glauben wurde das Theodizeeproblem. Er konnte die Lehren des Glaubens nicht mehr mit den Tatsachen des Lebens in Einklang bringen; insbesondere konnte er angesichts des Elends und des Leidens in der Welt nicht länger glauben, dass es einen guten und allmächtigen Gott gebe, der sich aktiv um diese Welt kümmere. Seitdem bezeichnet sich Ehrman als Atheist und Agnostiker. Er beantwortete die Frage, ob er glaube, dass es eine höhere Macht gebe, mit: „Woher soll ich das wissen?“ und die Frage, ob er an den Gott des Christentums glaube, mit „Nein“.
Ehrmann folgt der These Walter Bauers, der zufolge den später als „häretisch“ bezeichneten Teilen des Christentums sowohl zeitlich als auch sachlich Priorität zukommt gegenüber der späteren „Orthodoxie“. Weiterhin arbeitet er auf dem Gebiet der Textkritik des Neuen Testaments. Dabei wendet er sich dagegen, dass Textkritik ausschließlich als Werkzeug zur Rekonstruktion eines hypothetischen „Urtextes“ der neutestamentlichen Schriften verstanden wird. Vielmehr sieht er in der Vielfalt der verschiedenen Handschriften einen Zugang zur Theologie- und Sozialgeschichte des antiken Christentums.

## Werk (Auswahl)
- Forgery and Counterforgery. The Use of Literary Deceit in Early Christian Polemics, Oxford University Press, New York 2013, ISBN 978-0-19-992803-3
- Jesus im Zerrspiegel: Die verborgenen Widersprüche in der Bibel und warum es sie gibt. Gütersloher Verlagshaus, Gütersloh 2010, ISBN 3-579-06496-7 (Originaltitel: Jesus, Interrupted: Revealing the Hidden Contradictions in the Bible (and Why We Don’t Know About Them). Übersetzt von Gerlinde Baumann)
- Abgeschrieben, falsch zitiert und missverstanden: Wie die Bibel wurde, was sie ist. Gütersloher Verlagshaus, Gütersloh 2008, ISBN 3-579-06450-9 (Originaltitel: Misquoting Jesus: The Story Behind Who Changed the Bible and Why. Übersetzt von Uta Rohrmann)
- God’s Problem: How the Bible Fails to Answer Our Most Important Question – Why We Suffer, HarperOne, New York 2008, ISBN 0-06-117397-5
- Jesus: Apocalyptic Prophet of the New Millennium (1999), ISBN 0-19-512474-X
- The New Testament – A Historical Introduction to the Early Christian Writings (1997), ISBN 0-19-508481-0
- The Orthodox Corruption of Scripture – The Effect and Early Christological Controversies on the Text of the New Testament (1993), ISBN 0-19-510279-7